# Флаги Кабардино-Балкарии
Список флагов муниципальных образований Кабардино-Балкарской Республики Российской Федерации.
На 1 января 2020 года в Кабардино-Балкарии насчитывалось 132 муниципальных образования — 3 городских округа, 10 муниципальных районов, 7 городских и 112 сельских поселений.

## Флаги городских округов
| Флаг       | Наименование                   | Дата утверждения | Номер в ГГР |
| ---------- | ------------------------------ | ---------------- | ----------- |
|            | Флаг городского округа Нальчик | 16 сентября 2011 | 7077        |
| нет данных | Флаг городского округа Баксан  |                  |             |

| Флаг | Наименование                      | Дата утверждения | Номер в ГГР |
| ---- | --------------------------------- | ---------------- | ----------- |
|      | Флаг городского округа Прохладный | 18 марта 2010    | 6033        |

## Флаги муниципальных районов
| Флаг | Наименование                               | Дата утверждения | Номер в ГГР |
| ---- | ------------------------------------------ | ---------------- | ----------- |
|      | Флаг Зольского муниципального района       | 28 ноября 2014   | 9958        |
|      | Флаг Майского муниципального района        | 24 марта 2020    | 12983       |
|      | Флаг Прохладненского муниципального района | 23 июля 2009     | 5722        |

| Флаг | Наименование                          | Дата утверждения | Номер в ГГР |
| ---- | ------------------------------------- | ---------------- | ----------- |
|      | Флаг Терского муниципального района   | 11 августа 2020  | 13225       |
|      | Флаг Чегемского муниципального района | 25 декабря 2020  | 13281       |

## Флаги городских поселений
| Флаг | Наименование                                                     | Дата утверждения | Номер в ГГР |
| ---- | ---------------------------------------------------------------- | ---------------- | ----------- |
|      | Флаг городского поселения Майский Майского муниципального района | 30 декабря 2019  | 12730       |

## Флаги сельских поселений
| Флаг | Наименование                                                           | Дата утверждения | Номер в ГГР |
| ---- | ---------------------------------------------------------------------- | ---------------- | ----------- |
|      | Флаг сельского поселения Бабугент Черекского муниципального района     |                  |             |
|      | Флаг сельского поселения Карагач Прохладненского муниципального района | 14 июня 2013     | 8519        |

| Флаг | Наименование                                                    | Дата утверждения | Номер в ГГР |
| ---- | --------------------------------------------------------------- | ---------------- | ----------- |
|      | Флаг сельского поселения Куба Баксанского муниципального района | 24 апреля 2017   | 11369       |

## Упразднённые флаги
| Флаг | Наименование                   | Дата утверждения | Дата отмены      |
| ---- | ------------------------------ | ---------------- | ---------------- |
|      | Флаг городского округа Нальчик | 10 июля 2009     | 16 сентября 2011 |